# エリーザベト・フランツィスカ・フォン・エスターライヒ＝トスカーナ
エリーザベト・フランツィスカ・フォン・エスターライヒ＝トスカーナ（Elisabeth Franziska von Österreich-Toskana, 1892年1月27日 - 1930年1月29日）は、オーストリア帝室の分家ハプスブルク＝トスカーナ家出身の大公女（Erzherzogin）。オーストリア皇帝フランツ・ヨーゼフ1世の外孫にあたる。

## 生涯
フランツ・ザルヴァトール大公と、その妻で皇帝フランツ・ヨーゼフ1世の末娘マリー・ヴァレリー大公女の間の第1子、長女として生まれた。洗礼名は母方の祖母である皇后エリーザベト・イン・バイエルンに因んでいる。家族からはエラ（Ella）の愛称で呼ばれた。幼少期は、後に教育学者・発達心理学者として著名になるエルザ・ケーラーが養育係となった。1903年以降、弟フランツ・カールと一緒に、ウィーンのショッテン中等教育学校に特別講義生として通学している。
祖父フランツ・ヨーゼフ1世は一時期、将来の皇位継承者であるカール大公（エラのはとこ、のちの皇帝カール1世）に嫁がせようと考えていた。皇位がかなりの傍系相続になってしまうことを補おうとするものであったが、血縁関係が近すぎることを不安視するカール大公の母マリア・ヨーゼファ大公妃の反対によって破談になった。

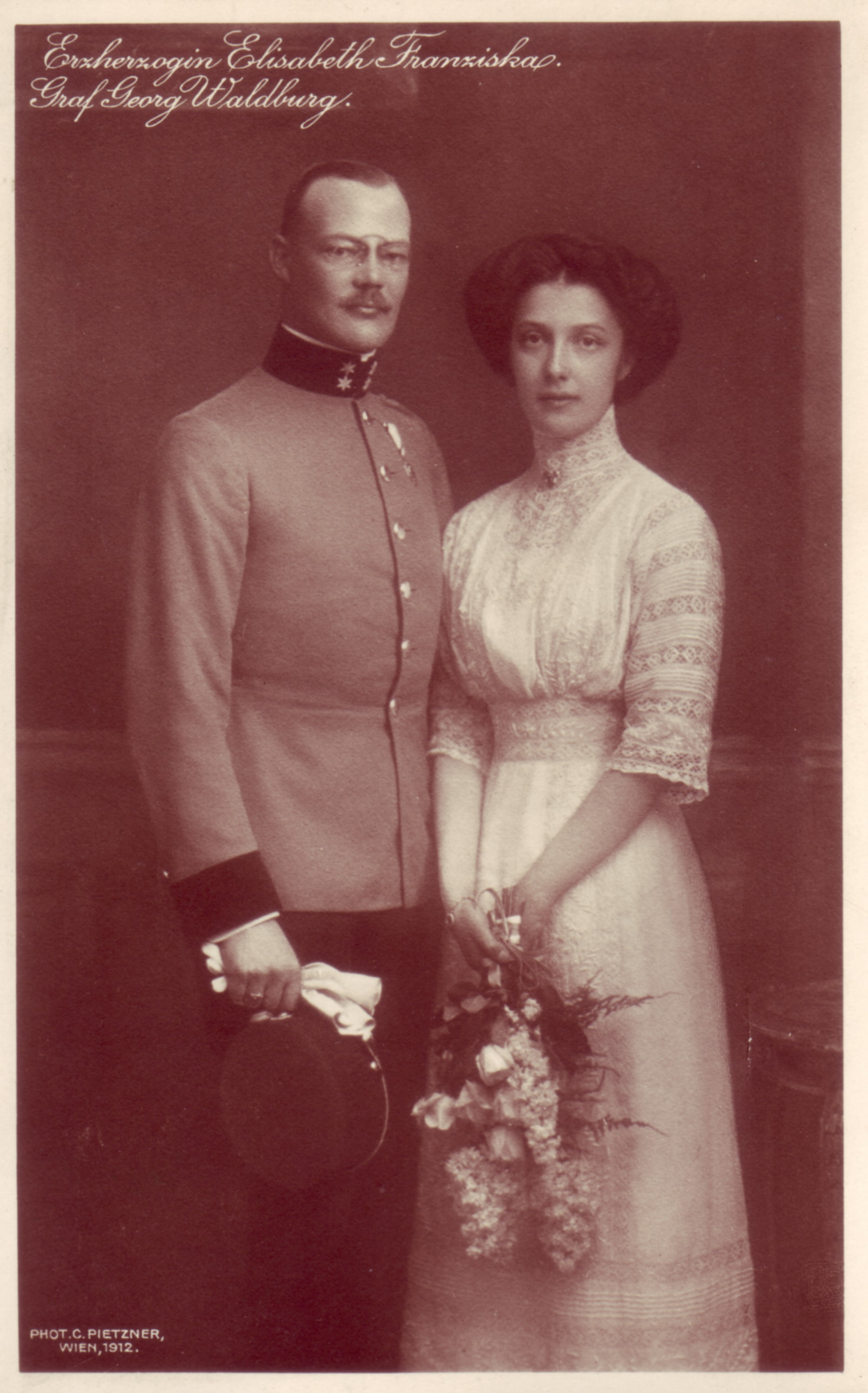
エラと夫ゲオルク、1912年

1911年にウィーン宮廷社交界のデビュタントとなった。翌1912年4月8日にゲオルク・フォン・ヴァルトブルク・ツー・ツァイル・ウント・ホーエンエムス伯爵（1878年 - 1955年）と婚約した。2人の婚礼は同年9月19日にニーダーヴァルゼーにおいて行われた。夫はヴァルトブルク＝ツァイル＝ホーエンエムス伯爵家の次男で、1930年に家督を相続した。結婚後は婚家の所有するシュヴァーベン地方のジルゲンシュタイン城に住み、アマチュア画家として活動した。1930年、肺炎のために38歳で死去。遺骸はヘルガーツ郊外マリア・タン（Maria Thann）に葬られた。夫は翌1931年にエラの8歳年下の妹ゲルトルートを後妻に迎えた。
エラはしばしば、美人の誉れ高い祖母エリーザベト皇后の孫娘たちの中で、最も美しいと言われていた。

## 子女
夫との間に1男3女、計4人の子女をもうけた。
- マリー・ヴァレリー（1913年 - 2011年） - 1936年オーストリア大公ゲオルク[注釈 1]と結婚
- クレメンティーネ（1914年 - 1941年）
- エリーザベト（1917年 - 1979年）
- フランツ・ヨーゼフ（1927年 - ） - ヴァルトブルク＝ツァイル＝ホーエンエムス伯爵家家長、1956年プリシラ・フォン・シェーンボルン＝ヴィーゼントハイト伯爵令嬢と結婚

## 引用・脚注
1. ↑  Dorotheum: Frühstück bei Sisi’s - Kaiserhaus-Auktion im Wiener Dorotheum (MS Word; 174 kB)
2. ↑  Gymnasial-Chronik - In: Jahresbericht Schottengymnasium Wien, Jahrgang 1904, S. 44 oben.
3. 1 2   グリセール＝ペカール(1995) p.60
4. ↑  Aus dem Allerhöchsten Kaiserhause - In: Sport & Salon, Nr. 5/1911 (XIV. Jahrgang), 28. Jänner 1911, S. 2, Mitte rechts.
5. ↑  Tageseinträge für 8. April 1912 - Chroniknet/wissen.de
6. ↑  Tagesbericht. (…) Todesfälle - In: Reichspost, Nr. 29/1930 (XXXVII. Jahrgang), 30. Jänner 1930, S. 6 Mitte.
7. ↑  Elisabeth Franziska. In: Brigitte Hamann: Die Habsburger – ein biographisches Lexikon. Dritte, korrigierte Auflage. Piper, Wien 1988, ISBN 3-492-03163-3, S. 96.

1. ↑  エラの父の従兄にあたるトスカーナ大公家家長ペーター・フェルディナントの次男。